# Túnel de la mort d'Usera

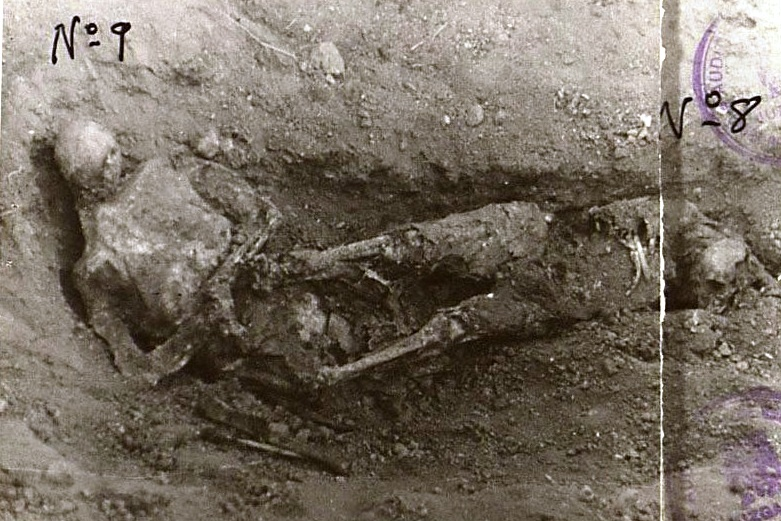
Cadàvers trobats a Usera el 1939 i atribuïts a l'anomenat Túnel de la mort d'Usera.

El Túnel de la Mort d'Usera va ser l'escenari al qual van tenir lloc diversos casos reals, però poc estudiats per la historiografia, de desaparició forçada i assassinat de diverses persones a Madrid, a la zona republicana, durant la Guerra Civil espanyola. Els cossos van ser localitzats el 1939, amb l'entrada de les tropes franquistes a la ciutat, enterrats en una fossa comuna situada després de les línies de l'Exèrcit Popular Republicà al front de guerra que va quedar establert al barri d'Usera, després de l'inici de la batalla de Madrid a la fi de 1936. Actualment les restes reposen soterrats a la cripta del Col·legi Nuestra Señora de la Providencia de les religioses teatines, construït als anys 1940 en aquest mateix barri.
Durant la postguerra, l'episodi va ser investigat per les autoritats franquistes en el marc de l'extens procés denominat de la Causa General obert el 1940, que va instruir un capítol particular denominat dels «Crims del Túnel de la Mort», en el qual s'inclouen fotos de les zones amb els morts exhumats.
Les perquisicions dels forenses amb l'ajuda de familiars van permetre identificar 36 dels 67 cadàvers trobats amb signes de violència. Es considera que el seu decés va esdevenir entre la fi d'octubre i el novembre de 1937. La mateixa Causa General, va procurar a més una versió, considerada interessada i sense proves concloents segons Rafael Torres, de les circumstàncies dels assassinats, imputant directament la responsabilitat de les execucions i de l'espoli dels béns de les víctimes, als comandaments de la 36a Brigada Mixta (BM), unitat que en aquells dies guarnia el sector del front d'Usera, i als organismes comunistes de Madrid.
L'abril del 1964, una operació de les forces de seguretat franquistes contra l'estructura de lluita clandestina del Partit Comunista d'Espanya (PCE) a Madrid, va portar a la detenció, juntament amb altres dirigents i militants, de Justo López de la Fuente, oficial al comandament de la 36a BM al moment dels assassinats, que segons Hugh Thomas, seria processat pels fets. Aquest procés va ser escassament difós pels mitjans de comunicació de llavors, però va provocar nombroses protestes públiques a l'estranger i fins i tot la petició de testificació d'alguns líders com Dolores Ibarruri, i va resoldre la condemna de mort de López de la Fuente en una pena de presó. Va morir empresonat el 1969.

## Context: Madrid, front de guerra i clandestinitat en la rereguarda
El fracàs de la revolta militar de juliol de 1936 a Madrid i subsegüent col·lapse governamental, va afavorir en els primers mesos de guerra una situació revolucionària de forta hostilitat cap a la part de la població considerada partidària o propera al bàndol revoltat, que manifestada en forma d'abusos i violència indiscriminada per part de les milícies armades de diferents partits i organitzacions, va resultar en nombrosos assassinats i execucions provocant un clima de terror que va forçar a la clandestinitat a milers de ciutadans.
No obstant això, foren també molts els que, des d'aquesta «ciutat clandestina» van recolzar activament les operacions del bàndol revoltat, mitjançant accions de sabotatge i d'espionatge que es van accentuar amb les notícies de l'avanç cap a la capital de les seves forces i que van ser amplificades per la propaganda de tots dos contendents sota la cèlebre denominació de la «Cinquena columna».
El resultat dels enfrontaments pel control de la capital al novembre de 1936, resolts en favor del bàndol republicà, van permetre restablir progressivament l'exercici dels poders públics i la seva autoritat sobre les faccions més radicals des de principi de 1937 encara que l'equilibri de les forces combatents, va portar a l'establiment d'una línia de front de guerra permanent als barris de la ciutat propers a la ribera del riu Manzanares que duraria fins al final de la contesa.
Des d'aquest front, els revoltats van buscar minar la resistència republicana mitjançant foc constant d'artilleria i bombardejos aeris indiscriminats que van tenir com a efecte augmentar el sofriment de la població civil i l'exasperació del Govern cap a les activitats quintacolumnistas, per a la repressió de les quals es va disposar del Servei d'Intel·ligència Militar i Contraespionatge (SIM) des de 1937. Entre aquestes activitats, van causar una atmosfera d'especial escàndol aquelles que comptaven amb la cobertura, atribuïda pels mitjans de comunicació i l'opinió pública, d'algunes de les ambaixades i legacions diplomàtiques, aprofitant la ingent labor humanitària en aplicació del dret d'asil que no obstant això la major part d'elles desenvolupava, i en la qual van esdevenir varis dels capítols més greus de violència indiscriminada i desaparicions des del final del terror revolucionari.

### El front de guerra a Usera
A la vespra de la Guerra Civil, el barri d'Usera, al sud del centre de Madrid, havia pràcticament aconseguit tota la seva extensió al llarg de l'eix est-oest a proximitat del marge dret del riu Manzanares. Sorgit durant les dècades de 1920 i 1930 gràcies a la iniciativa immobiliària del coronel Marcelo Usera, militar i home de negocis, propietari de part dels terrenys entre el riu i l'aleshores municipi de Villaverde, el nomenclàtor de 1930 registrava una població de 2.103 habitants, la major part dels quals eren obrers i petits artesans, i 648 edificis, repartits entre habitatges modests i diverses instal·lacions industrials establertes cap a l'est. Aprofitaven la proximitat de la línia fèrria cap a La Manxa i Andalusia, i de la carretera a San Martín de la Vega. Durant la Segona República Espanyola, el govern municipal, a iniciativa de Máximo Carazo, va emprendre una sèrie d'actuacions per a la creació de les infraestructures com a clavegueram i empedrat de carrers, i serveis bàsics, amb el subministrament d'aigua i electricitat i particularment, el transport que va quedar assegurat per la línia de tramvia Usera-Legazpi-Plaça de Cibeles i la d'autobús amb el carrer de Toledo.
A la batalla de Madrid iniciada al novembre de 1936, la línia del front va venir a constituir-se al cor mateix del barri, a l'emplaçament elevat de l'anomenada colònia del Zofío, a uns centenars de metres del riu. Després va quedar estabilitzada per tots dos bàndols mitjançant la construcció de trinxeres i fortificacions als edificis, la majoria dels quals quedarien derruïts després dels anys de contesa.
El que durant la postguerra seria denominat com a «Túnel de la Mort» va sorgir en aquest escenari, a proximitat del llavors calle del Mercado, com una via de pas entre les línies de combat que comunicava les zones de militaritzades de tots dos bàndols, on es van localitzar enterrats en unes fosses comunes els cadàvers de 67 persones, amb signes d'haver estat executats per arma de foc o per asfíxia.
Durant les labors de reconstrucció del barri als anys 1940 i 1950 dins del programa de «Regions Devastades», la freqüència amb què es van anar trobant cadàvers entre els enderrocs, va portar a conèixer popularment el barri d'Usera com el dels «Campos de calaveres».

### La 36a Brigada Mixta
L'1 de gener de 1937 va quedar constituïda la 36a Brigada Mixta (BM), que enquadrada en la 4a Divisió del II Cos d'Exèrcit, va estar destinada a la defensa de la línia del front establert al sector de la llavors barriada de Usera-Villaverde. Les forces de la 36a Brigada es repartien entre els regiments 141è a 144è, sota el comandament del major de milícies Justo López de la Fuente, veterà del «Batalló Acer» del Cinquè Regiment, de l'oficial de milícies Pinedo i del comissari Ricardo López Pereda que més endavant serien rellevats pel capità de milícies Ramón Sánchez López i el comissari polític del PCE, Eladio López Poveda.
Poques setmanes després, la 36a BM entrava en combat en aquest sector on la lluita es va mantenir activa durant la primavera i estiu de 1937, amb assalts intermitents del bàndol revoltat que aconseguirien prendre algunes posicions fins al seu desallotjament el 28 de setembre. Al juny de 1938, la BM va abandonar el front de la capital en ser assignada al XX Cos d'Exèrcit que es va traslladar al capdavant de Llevant, al sud de l'Ebre, on va romandre en el sector de Castelló de la Plana fins al final de la guerra.

### El problema de les ambaixades
Cap al final de 1936, el recel de les autoritats i de l'opinió pública cap a l'aplicació del dret d'asil d'una banda de les ambaixades i legacions estrangeres es manifestava després del descobriment, entre altres episodis, de les presumptes activitats d'espionatge del baró Jacques de Borchgrave, encobertes per l'Ambaixada de Bèlgica, o la troballa d'armes i explosius després de l'assalt a l'Ambaixada de Finlàndia, clima en el qual s'emmarquen diversos greus casos de repressió il·legal, com l'atribuït a l'existència del túnel d'Usera.
El dret d'asil era exercit per nombroses ambaixades i consolats que van obrir les portes a milers de refugiats amenaçades per l'esclat de la revolució social:
| « | Bastants països estrangers —amb l'excepció, al·legant motius diversos, de Rússia, EUA i Anglaterra— amb ambaixades i consolats a Espanya van decidir prestar acolliment a algunes persones amenaçades o perseguides a Madrid a causa de la seva ideologia (no sempre dretana) i la destinació de la qual anava a ser la presó i/o la mort violenta | » |
| — | |   |

 Segons Torres, a la fi de 1937 la labor humanitària de cerca de desapareguts per part del cos diplomàtic havia aconseguit donar amb el parador de 388 persones i investigat, encara que sense finalitzar amb èxit, la sort d'unes altres 165.
El gener de 1937, va ser processat un dels empleats de l'ambaixada de Finlàndia implicat en l'organització d'una falsa operació d'evacuació d'un grup de refugiats a l'octubre de 1936 que va acabar amb la desaparició de tots ells. Un mes abans, a principi de desembre de 1936, el general Miaja va ordenar el tancament de la falsa Ambaixada de Siam després de conèixer-se la seva existència i on havien estat detinguts diverses desenes d'antirepublicans que posteriorment van ser assassinats per la denominada «Brigada del Amanecer».

## La notícia dels assassinats enLa Vanguardiaa l'agost de 1939
El 25 d'agost de 1939, La Vanguardia Española publica la següent notícia:
| « | Els grans crims dels Rojos. Apareixen els cadàvers de les víctimes immolades en l'expedició anomenada del marquès de Fontalba Madrid, 24. — El Jutjat militar que instrueix la causa general de Madrid va estar al barri d'Usera i va ordenar fer unes excavacions. Amb elles es va aconseguir posar al descobert una immensa rasa, que estava tapada amb terra remoguda i en la qual han aparegut molts cadàvers sense taüt, mitjà nus, molts d'ells amb les mans lligades a l'esquena. Es tracta de les víctimes de l'anomenada expedició del marquès de Fontalba. Els rojos van emprar aquest ardit per assassinar pel cap alt rellevant de l'aristocràcia i de les finances madrilenyes. Aprofitant l'existència del túnel que avui ha posat al descobert el Jutjat, per mitjà d'un agent del S.I.M., van fer creure que era un camí de pas a les trinxeres nacionals. D'aquesta manera van sortir de Madrid i van ser assassinats en el tràgic túnel el marquès de Fontalba i el seu fill Pepe Hoces y Cubas de 20 anys; dos fills del marquès d'Urquijo, don Estanislao i don Santiago; el marquès de Peramán; don Fernando Díaz de Mendoza, marquès de Fontanar, fill del gloriós actor; el senyor Navarrete, germà de l'ex director del Banc Espanyol de Crèdit; els cinc germans Méndez i González Valdés; don José Duque de Estrada y Moreno, tretzè marquès de Casa Estrada, fill de la marquesa de Villaparies, de l'aristocràcia sevillana, jove i impetuós propagandista de la Causa nacional, afiliat al grup albinyanista; el fiscal del Tribunal de Cassació de Catalunya, senyor González Prieto, i el seu fill; el senyor García Conde, germà de l'actual ambaixador d'Espanya a Roma; el senyor Covián y Frera, germà de l'actual president de la Sala civil de l'Audiència Territorial de Madrid; don Daniel Bonilla Sanmartín; un canonge madrileny, i tantes altres personalitats que van caure víctimes del crim més traïdorenc i indignant que es pot concebre. Gairebé tots els que van fugir ho van fer amb les seves joies i quant van poder posar fora de perill, doncs se'ls garantia el pas de tot. Van abandonar les Ambaixades, on estaven refugiats, en ambulàncies de la Creu Roja, i ja no es va saber més d'ells fins ara. | » |

## La instrucció de laCausa General
La Causa General es va ocupar dels fets al capítol X de la seva acta d'acusació titulada Ejércit Rojo, nom amb el qual es denominava a l'Exèrcit Popular Republicà i va atribuir la seva responsabilitat a una de les seves unitats:
| « | […] Els comandaments d'aquesta mateixa Unitat roja, d'acord amb organismes comunistes de la capital, van cometre en el sector que guarnia la 36 Brigada els assassinats i espoliacions coneguts per «Crims del Túnel de la Mort», que es relaten per separat. | » |
| — | |   |

Més endavant, la instrucció, amb el seu particular llenguatge segons assenyala Rafael Torres, proporciona una relat de les circumstàncies i una versió dels fets:
| « | A la fi del mes d'octubre de 1937 els Comandaments militars i el Comissariat Polític de la 36a Brigada roja, que guarnia el sector del barri d'Usera, als afores de la capital, posats d'acord amb l'organització comunista madrilenya, ordiren una maniobra consistent a atreure en aquest sector unes quantes persones, preferentment adinerades que van poder reunir, fent-los creure que anava a ser-los facilitada l'evasió a la zona nacional; amb el designi per part dels comunistes d'assassinar aquestes persones i apoderar-se dels diners i objectes de valor portessin amb si, a l'efecte del qual se'ls instava perquè, aprofitant les condicions de seguretat i comoditat que havia d'oferir la seva evasió, portessin damunt quants diners i joies posseïssin. Va dirigir aquestes activitats, d'acord amb els comandaments de la 36a Brigada, un comunista, titulat Comandant de l'Exèrcit Roig, de cognom Durán, i va servir d'agent provocador un Capità del mateix Exèrcit, de cognom Cabrera, que, fingint-se afecte a la causa nacional i recorrent a diversos enganys, va atreure al sector d'Usera, en diverses expedicions, nombroses persones, la majoria de les quals havien estat extretes de les Ambaixades i Legacions estrangeres, on es trobaven refugiades, temoroses de l'anarquia imperant a Madrid. Totes aquestes persones són assassinades i despullades. Els seus cadàvers van quedar soterrats en un lloc proper a la línia de foc, on van ser trobats i identificats en ser alliberada la capital d'Espanya per l'Exèrcit nacional. En arribar les expedicions, conduïdes en automòbil pels agents provocadors i els seus enllaços, al sector d'Usera i baixar dels cotxes les víctimes, eren conduïdes a un xalet que servia d'oficina al cap d'Informació de la Brigada, que era el propi Cabrera, que personalment havia portat la provocació, convencent les víctimes a Madrid i preparant les expedicions. Ja dins d'aquest xalet, les víctimes eren interrogades i maltractades en presència del Comandant del 142è Batalló, Juan Ruiz Llamas, i de diversos oficials i milicians incondicionals del comandament roig; a continuació, els detinguts eren despullats de tots els seus diners i joies, i assassinats al costat de les tàpies de l'edifici, on eren enterrats, amuntegats en unes fosses, preparades a aquest efecte en aquell mateix lloc. Els diners i objectes de valor eren recollits i traslladats a Madrid pels agents comunistes. Es tenen notícies de vuit expedicions realitzades en aquesta forma, els components de la qual van ser tots assassinats. En dictamen emès el 28 d'octubre de 1939 pels doctors Piga i Aznar, en representació de l'Escola de Medicina Legal de la Universitat de Madrid, es consigna que dels 67 cadàvers exhumats després de l'alliberament de Madrid, en les fosses d'Usera, la majoria havien mort a conseqüència de trets d'arma de foc, si bé alguns d'ells presentaven símptomes d'asfíxia o d'estrangulació, uns dels cadàvers van aparèixer amb el coll envoltat amb una corda en forma de llaç; gairebé totes les víctimes presentaven les mans fortament lligades. D'aquests cadàvers, 36 han pogut ser identificats pels respectius familiars. S'acompanya fotografia de dues de les víctimes exhumades. (Document número 12.) Han pogut ser determinats per diversos mitjans els noms de les següents víctimes de la provocació comunista relatada, l'assassinat de la qual, precedit de robatori, va realitzar, durant els últims dies d'octubre i mes de novembre de 1937, la 36 Brigada Mixta de l'Exèrcit del Front Popular: D. Carlos de Garnica y Sandoval, D. José Garnica y Zapatero, D. Angel Méndez y González Valdés y sus cuatro hermanos, D. Ignacio, D. Félix, D. Jesús i D. José; D. Rafael Lucio Villegas Escudero, D. Ambrosio Espinosa Rodríguez, D. Enrique Covián y Frera, D. José Ramón García Conde y Menéndez, D. José María Navarrete del Salar, D. Serafín Sánchez Pindado i D. Ismael Rodríguez Orduña (ambdós sacerdots), D. Manuel González Quevedo, D. Alfonso Dalmau Alecha, D. José Antonio Ateiza Areños, D. Pablo Vázquez Lázaro, D. Joaquín Gil Ruano, D.' Nicolasa Sánchez Pindado, D. Dionisio Celestino Martín Sánchez, D. Laureano Miró Barbany, D. Luis Miró Barbany, D. Joaquín Lopetedi Miró, D. Manuel de la Dehesa Fuentecilla, D. Alfonso Solance Beunza, D. Emilio Campos Burón, D. Domingo Delgado Sánchez, D. Eusebio Orgaz Berzocana, D. Manuel Toll Mesía, D. Estanislao Urquijo Landecho, D. Santiago Urquijo Landecho, don Fernando González Prieto y su hijo D. Fernando González Ledesma, D. Valero Ribera Ridaura, D. Francisco de Cubas y Erice (Marquès de Fontalba) i el seu net D. José de Hoces y Cubas, D. Isidoro Uceda Cano, D. Fernando Díaz de Mendoza y Serrano (Marquès de Fontanar), D. Luis Sangil Coronal (Marquès de Peramán), D. Antonio Sánchez Hermida, D. Ramón Ibarra Uriarte, D. Manuel Landecho y Velasco, D. Antonio Robles Rodríguez, D. Antonio Arroque Ibarra, don Luis Vegas Pérez, D. José Duque de Estrada y Moreno, D. Antonio Bonilla San Martín, D. Santiago Prieto y Prieto, D. Fernando Rodríguez Orduña, D. José Rodríguez Orduña, D. Francisco Rubio Janini, D. Gerardo Aparicio Gordo, D. Jorge Manteola, D. Francisco Tejero del Barrio, D. Francisco Martín Gil, D. Manuel Navas Aguirre, D. Juan Antonio Sanz Pinilla, D.ª Natividad Delgado Sánchez, D. Rodrigo Delgado Sánchez, D. José González Quevedo, D. Antonio Quiles Sanz i un senyor de cognom Souceda. Abans del seu assassinat, les víctimes de cada expedició solien romandre detingudes, durant quatre o cinc dies, en un soterrani del referit xalet del barri d'Usera i van ser sotmeses durant el seu segrest a constants interrogatoris, acompanyats de martiris. Un rellotge d'or pertanyent a una de les víctimes va ser trobat per les Autoritats nacionals en poder d'un dels assassins, anomenat Gregorio Caballero. | » |
| — | |   |

## Les víctimes
Entre els assassinats hi havia diversos aristòcrates, com els germans Estanislao i Santiago Urquijo Landecho, fills del tercer marquès d'Urquijo, Estanislao d'Urquijo Ussía, el marquès de Cubes Francisco de Cubas y Erice i el seu net José de Hoces y Cubas, el marquès de Fontanar Fernando Díaz de Mendoza y Serrano o el marquès de Peramán Luis Sangil Coronel.

## La justícia franquista: el cas Justo López de la Fuente
Després de la Guerra Civil, López de la Fuente va continuar la lluita contra el règim franquista des de l'exili que circumstancialment li va portar a la Unió Soviètica on durant la Segona Guerra Mundial es va distingir com a guerriller, sent condecorat quatre vegades. A mitjan anys 1960, veterà militant, admirat entre els seus companys pel seu passat militar, és encarregat de l'aparell de propaganda del PCE a Madrid després del relleu d'Antonio Montoya.
El 26 d'abril de 1964, després d'haver estat sotmesos a vigilància, és arrestat juntament amb altres 11 membres del PCE entre els quals es troben José Sandoval Morís i Luis Antonio Gil López, membres del Comitè Central del PCE conegut com la troika, i José Daniel Lacalle Sousa, intel·lectual i enginyer, fill de l'en aquells dies Ministre de l'Aire. Malgrat el cop a l'estructura del PCE, l'onada de vagues que s'havien produït des de 1963 al sector de la mineria d'Astúries no es va detenir i ans al contrari, aquestes es van estendre poques setmanes després a Biscaia i, al juny de 1964, a Guipúscoa. Al setembre van néixer les Comissions Obreres a Madrid i Barcelona i es va declarar vaga a Pegaso.
Mentrestant, el nom de Justo López de la Fuente apareix en la Causa General i és separat de l'expedient que obre el procés de la resta dels detinguts. El procés, celebrat dos anys després del polèmic cas de Julián Grimau, es va desenvolupar sense gran publicitat als mitjans de comunicació del país, sota el control del Ministeri d'Informació de Manuel Fraga Iribarne, però no va evitar una nova campanya de protestes contra la seva possible condemna a mort En el cas de França, la campanya a favor de l'amnistia de López de la Costa va ser promoguda des dels mitjans del Parti Socialiste Unifié (PSU). A Alemanya, els sindicats van cridar a manifestar-se i en diverses ciutats emigrats i exiliats espanyols van manifestar.
Entre altres mostres de suport, va destacar la de Dolores Ibárruri que va arribar a oferir-se a tornar a Espanya com a testimoni per declarar a favor seu durant la vista i que va establir contactes amb el Ministeri d'Afers exteriors que no van fructificar. Finalment, la sentència a López de la Fuente va ser commutada per la de reclusió. Malalt de càncer, la negativa del govern franquista a concedir-li qualsevol gràcia li va portar a expirar a la presó de Soria el 1º de maig de 1967, 3 anys després de la seva detenció.
El 1969, a l'ocasió del 30è aniversari del final oficial de la Guerra Civil, el règim de Francisco Franco va acordar la prescripció de les responsabilitats penals per delictes, segons les definicions de les autoritats, comesos amb anterioritat a l'1 d'abril de 1939. Aquesta normativa, va ser complementada per iniciativa dels governs de la Transició Espanyola mitjançant la promulgació de la Llei d'Amnistia 46/77 del 15 d'octubre, ratificada per les Corts.